# Saison 1917-1918 des Canadiens de Montréal
Autres saisons
Saison précédente Saison suivante
La saison 1917-1918 de hockey sur glace est la neuvième saison que jouent les Canadiens de Montréal. Ils évoluent alors dans la Ligue nationale de hockey et finissent à la première place dans la première demie et 3e place dans la deuxième demie.

## Saison régulière

### Classement

#### 1redemie
|                       | PJ | V  | D | N | Pts | BP | BC |
| --------------------- | -- | -- | - | - | --- | -- | -- |
| Canadiens de Montréal | 14 | 10 | 4 | 0 | 20  | 81 | 47 |
| Arenas de Toronto     | 14 | 8  | 6 | 0 | 16  | 71 | 75 |
| Sénateurs d'Ottawa    | 14 | 5  | 9 | 0 | 10  | 67 | 79 |
| Wanderers de Montréal | 6  | 1  | 5 | 0 | 2   | 17 | 35 |

#### 2edemie
|                       | PJ | V | D | N | Pts | BP | BC |
| --------------------- | -- | - | - | - | --- | -- | -- |
| Arenas de Toronto     | 8  | 5 | 3 | 0 | 10  | 37 | 34 |
| Sénateurs d'Ottawa    | 8  | 4 | 4 | 0 | 8   | 35 | 35 |
| Canadiens de Montréal | 8  | 3 | 5 | 0 | 6   | 34 | 37 |

## Match après match

### 1redemie

#### Décembre
| No | Date        | Visiteur           | Score  | Domicile              | Fiche |
| -- | ----------- | ------------------ | ------ | --------------------- | ----- |
| 1  | 19 décembre | Sénateurs d'Ottawa | 4 - 7  | Les Canadiens         | 1-0-0 |
| 2  | 21 décembre | Les Canadiens      | 11 - 2 | Wanderers de Montréal | 2-0-0 |
| 3  | 26 décembre | Les Canadiens      | 5 - 7  | Arenas de Toronto     | 2-1-0 |
| 4  | 29 décembre | Arenas de Toronto  | 2 - 9  | Les Canadiens         | 3-1-0 |

#### Janvier
| No | Date       | Visiteur              | Score | Domicile           | Fiche |
| -- | ---------- | --------------------- | ----- | ------------------ | ----- |
| 5  | 2 janvier  | Wanderers de Montréal | 0 - 1 | Les Canadiens      | 4-1-0 |
| 6  | 5 janvier  | Sénateurs d'Ottawa    | 5 - 6 | Les Canadiens      | 5-1-0 |
| 7  | 9 janvier  | Les Canadiens         | 4 - 6 | Arenas de Toronto  | 5-2-0 |
| 8  | 12 janvier | Sénateurs d'Ottawa    | 4 - 9 | Les Canadiens      | 6-2-0 |
| 9  | 19 janvier | Arenas de Toronto     | 1 - 5 | Les Canadiens      | 7-2-0 |
| 10 | 21 janvier | Les Canadiens         | 5 - 3 | Sénateurs d'Ottawa | 8-2-0 |
| 11 | 23 janvier | Sénateurs d'Ottawa    | 4 - 3 | Les Canadiens      | 8-3-0 |
| 12 | 28 janvier | Les Canadiens         | 1 - 5 | Arenas de Toronto  | 8-4-0 |
| 13 | 30 janvier | Les Canadiens         | 5 - 2 | Sénateurs d'Ottawa | 9-4-0 |

#### Février
| No | Date      | Visiteur          | Score  | Domicile      | Fiche  |
| -- | --------- | ----------------- | ------ | ------------- | ------ |
| 5  | 2 février | Arenas de Toronto | 2 - 11 | Les Canadiens | 10-4-0 |

### 2edemie

#### Février
| No | Date       | Visiteur           | Score  | Domicile           | Fiche |
| -- | ---------- | ------------------ | ------ | ------------------ | ----- |
| 1  | 6 février  | Les Canadiens      | 3 - 6  | Sénateurs d'Ottawa | 0-1-0 |
| 2  | 9 février  | Arenas de Toronto  | 7 - 3  | Les Canadiens      | 0-2-0 |
| 3  | 16 février | Sénateurs d'Ottawa | 4 - 10 | Les Canadiens      | 1-2-0 |
| 4  | 18 février | Les Canadiens      | 9 - 0  | Arenas de Toronto  | 2-2-0 |
| 5  | 20 février | Arenas de Toronto  | 4 - 5  | Les Canadiens      | 3-2-0 |
| 6  | 25 février | Les Canadiens      | 0 - 8  | Sénateurs d'Ottawa | 3-3-0 |
| 7  | 27 février | Sénateurs d'Ottawa | 3 - 1  | Les Canadiens      | 3-4-0 |

#### Mars
| No | Date   | Visiteur      | Score | Domicile          | Pts   |
| -- | ------ | ------------- | ----- | ----------------- | ----- |
| 8  | 2 mars | Les Canadiens | 3 - 5 | Arenas de Toronto | 3-5-0 |

## Effectif
- Directeur Général : George Kennedy
- Entraîneur : Newsy Lalonde
- Gardien de but : Georges Vézina
- Centres : Newsy Lalonde, Didier Pitre, Joe Malone, Évariste Payer, Billy Bell
- Ailier : Louis Berlinguette, Jack Laviolette, Jack McDonald,
- Défenseur : Bert Corbeau, Billy Coutu, Joe Hall